# Polytribax picticornis
Polytribax picticornis là một loài tò vò trong họ Ichneumonidae.